# Lo Rengueret (Serradell)
Lo Rengueret és un paratge format per camps de conreu del terme municipal de Conca de Dalt, a l'antic terme de Toralla i Serradell, al Pallars Jussà, en territori que havia estat del poble de Serradell.
Està situat al sud-est de Serradell, a l'esquerra de la llau de la Font. Es troba al nord d'Olivella i al sud de la Borda, a llevant de la partida de Salers.